# Ytter-Bjännsjön
Ytter-Bjännsjön är en sjö i Bjurholms kommun i Ångermanland och ingår i Leduåns huvudavrinningsområde. Sjön har en area på 0,143 kvadratkilometer och ligger 227,7 meter över havet.

## Delavrinningsområde
Ytter-Bjännsjön ingår i det delavrinningsområde (708642-166431) som SMHI kallar för Mynnar i Klubbsjöbäcken. Medelhöjden är 264 meter över havet och ytan är 10,55 kvadratkilometer. Det finns inga avrinningsområden uppströms utan avrinningsområdet är högsta punkten. Vattendraget som avvattnar avrinningsområdet har biflödesordning 3, vilket innebär att vattnet flödar genom totalt 3 vattendrag innan det når havet efter 42 kilometer. Avrinningsområdet består mestadels av skog (95 procent). Avrinningsområdet har 0,14 kvadratkilometer vattenytor vilket ger det en sjöprocent på 1,3 procent.